# Moonraker (film)
Moonraker – jedenasty film wytwórni EON Productions o przygodach James Bonda, oparty na podstawie trzeciej powieści o Jamesie Bondzie autorstwa Iana Fleminga z 1955.
W postać brytyjskiego agenta wcielił się po raz czwarty Roger Moore. 007 ma za zadanie uniemożliwić plany szalonego bogacza, Hugo Draxa, który chce zniszczyć całą ludzkość na Ziemi i zastąpić ją potomkami „nowej rasy” – grupy idealnych genetycznie ludzi ocalonych przez niego od zagłady.

## Fabuła
Wypożyczony Brytyjczykom przez Amerykanów wahadłowiec kosmiczny Moonraker zostaje porwany, a przenoszący go samolot Boeing 747 zniszczony. James Bond kończy misję w Afryce. Znajduje się w lecącym samolocie, z którego zamierza wyskoczyć na spadochronie załoga, pozostawiając na pokładzie samego Bonda, bez spadochronu. Bond wypada bez spadochronu, jednak w powietrzu odbiera spadochron pilotowi i ląduje bezpiecznie. W powietrzu spotyka jeszcze Buźkę. 007 otrzymuje zadanie odnalezienia porwanego wahadłowca. Oficjalnie udaje się jako gość do Kalifornii, gdzie znajduje się ośrodek produkcji wahadłowców i szkolenia ich załóg, którego właścicielem jest niejaki Hugo Drax. Tam poznaje doktor Holly Goodhead. W trakcie testu wirówki przeciążeniowej przez Bonda, człowiek Draxa Chang dokonuje nieudanej próby zabójstwa agenta. W nocy, dzięki Corinne Dufour, Bond odnajduje i otwiera sejf Draxa, a następnie fotografuje przechowywane w nim dokumenty. Następnego dnia opuszczając posiadłość Draxa unika kolejnej próby zabójstwa przez ukrytego snajpera, oddając do niego jako pierwszy strzał z dubeltówki. Drax wie, że Corinne Dufour pomogła Bondowi i wypuszcza na nią groźne psy. Dokumenty znalezione w sejfie następnie kierują 007 do Wenecji, gdzie dysponuje specjalną gondolą i współpracownikiem nią kierującym. Udaje się do wytwórni szkła Venini Glass. Odkrywa, że w Wenecji jest również doktor Holly Goodhead. W trakcie podróży gondolą unika kolejnej próby likwidacji przez człowieka Draxa płynącego inną gondolą, ukrytego w trumnie. Zabija go, a przed resztą grupy Draxa ucieka uruchamiając ukrytą w gondoli funkcję poduszkowca i wjeżdżając na plac św. Marka. W nocy Bond zakrada się do fabryki szkła Venini Glass, gdzie odkrywa tajne laboratorium. W laboratorium zabiera fiolkę z płynem i przypadkowo wywołuje rozbicie innej fiolki, która uwalnia trujący gaz i uśmierca dwóch laborantów. Opuszczając fabrykę stacza walkę z Changiem. Obaj demolują zakładowe muzeum, następnie Bond odkrywa ślad prowadzący do Rio de Janeiro i zabija Changa. Bond składa w hotelu wizytę doktor Holly Goodhead, gdzie na podstawie przedmiotów będących jej własnością odkrywa, iż pracuje ona dla CIA i została umieszczona przez agencję w ośrodku Draxa. Bond informuje Holly, że ślady prowadzą do Rio de Janeiro, jednak ona kłamie, że nie zamierza tam jechać. W dzień prowadzi swoich przełożonych do tajnego laboratorium, jednak okazuje się, że laboratorium zostało zlikwidowane i nie ma po nim żadnego śladu. Bond przybywa do Rio de Janeiro, gdzie spotyka się ze swoim kontaktem, Manuelą. Manuela wskazuje Bondowi magazyny w Rio de Janeiro, których używa Drax. Przy magazynach na ich ślad wpada Buźka, jednak umykają mu. Następnie na Głowie Cukru spotyka ponownie przypadkowo doktor Holly Goodhead. Gdy opuszczają górę koleją linową, zostają zaatakowani przez Buźkę. Po pojedynku na dachu wagoników, szczęśliwie uciekają, jednak zostają uprowadzeni karetką przez sanitariuszy. Po walce wewnątrz karetki, Bond wypada z niej, a Holly przypięta pasami odjeżdża. Po przebadaniu gazu z fiolki, okazuje się, że został on wyprodukowany z orchidei, pochodzącej z Amazonii. Bond wyrusza do Amazonii, gdzie prowadząc na rzece specjalną motorówkę, stacza zwycięską walkę z Buźką i ludźmi Draxa. Zostaje jednak pojmany przez Buźkę i dostarczony do bazy Draxa, gdzie łączy się ponownie z Holly i na pokładzie wahadłowca dostają się na stację kosmiczną. Tam staczają walkę z ludźmi Draxa. Buźka przyłącza się do nich, gdy dowiaduje się, że zostanie unicestwiony przez Draxa. Na zakończenie Bond wypycha Draxa bez skafandra w przestrzeń kosmiczną.

## Produkcja

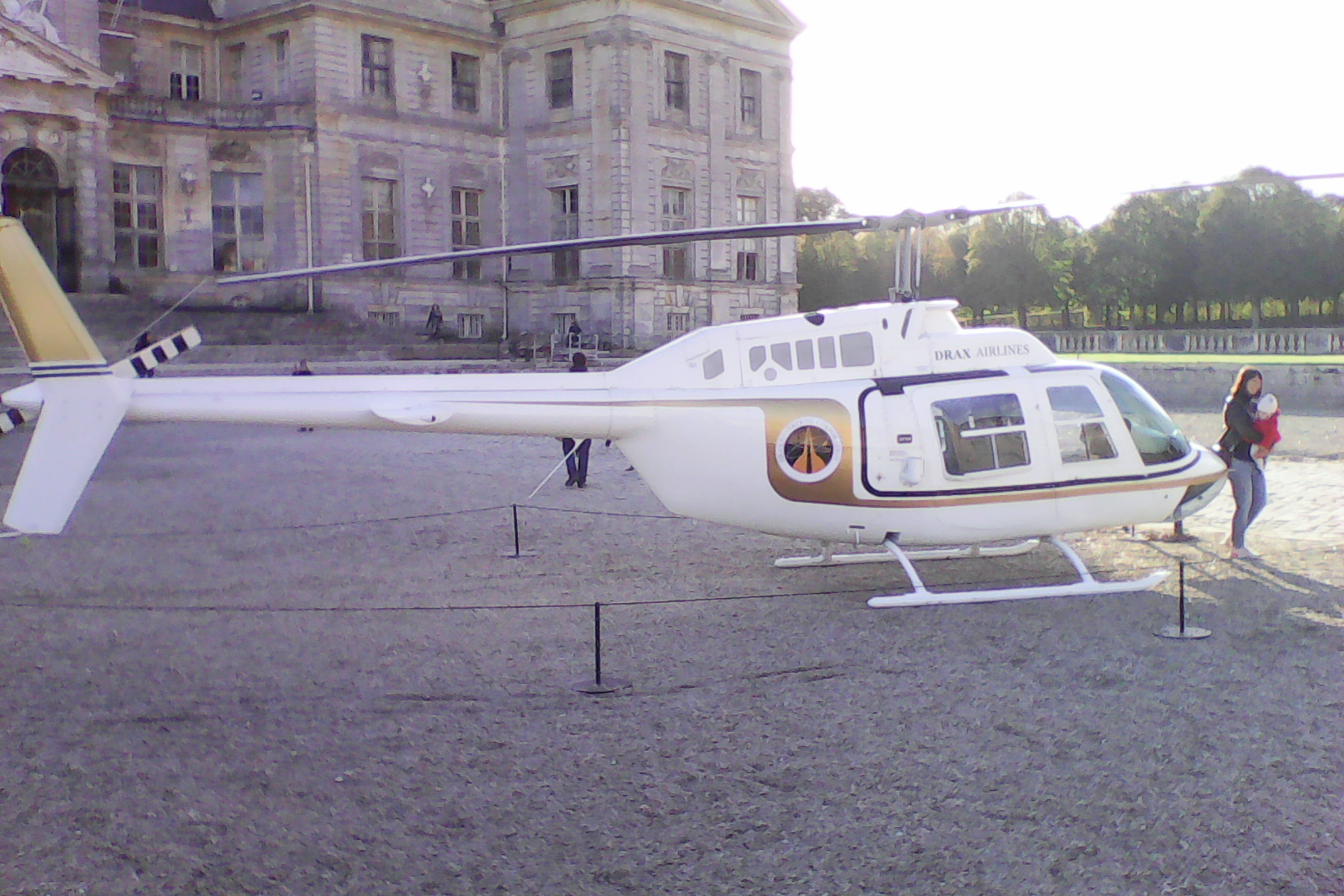
Helikopter użyty w filmie w oryginalnej lokacji we Francji.

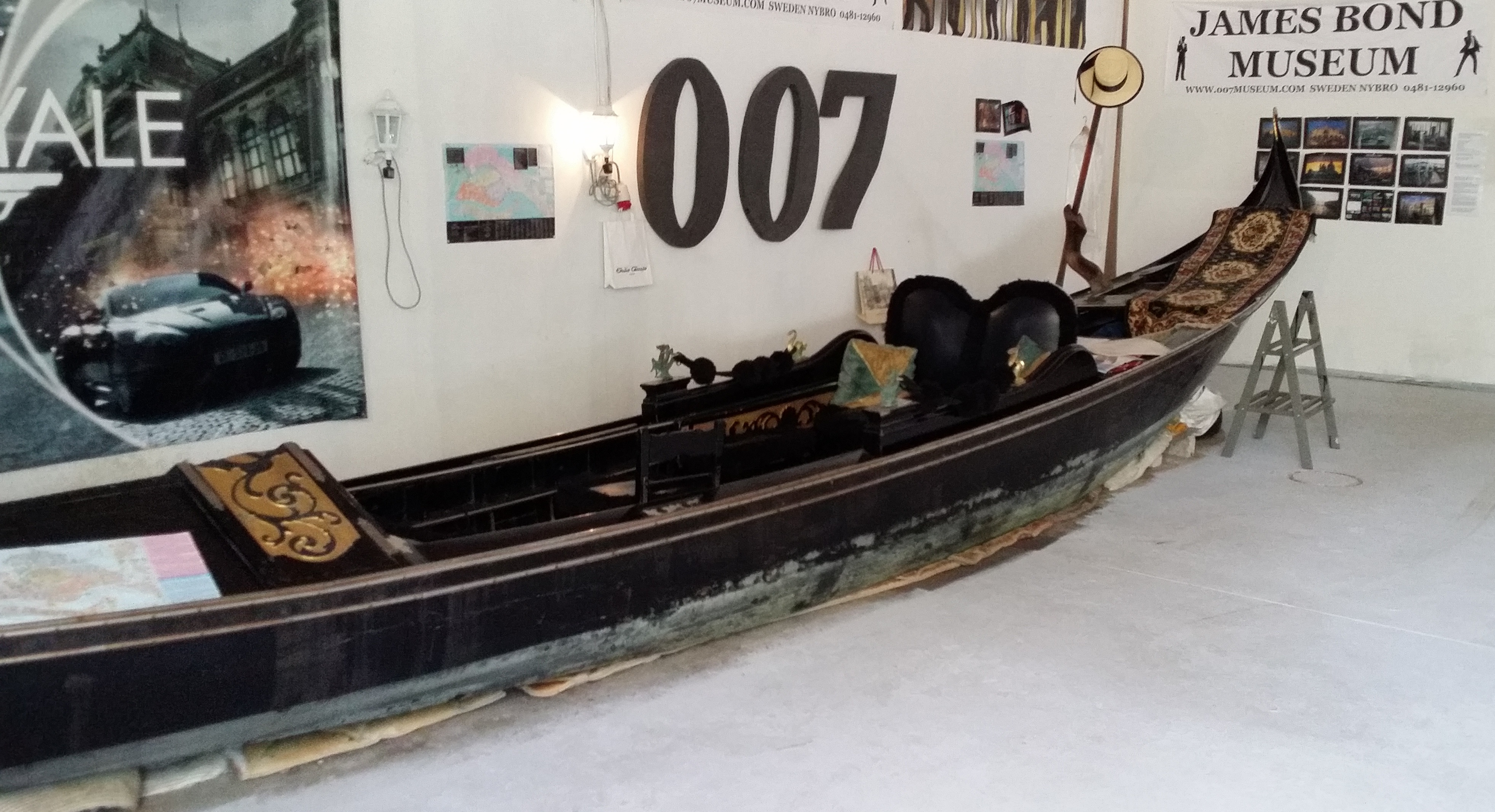
Szpiegowska gondola Bonda z Wenecji.

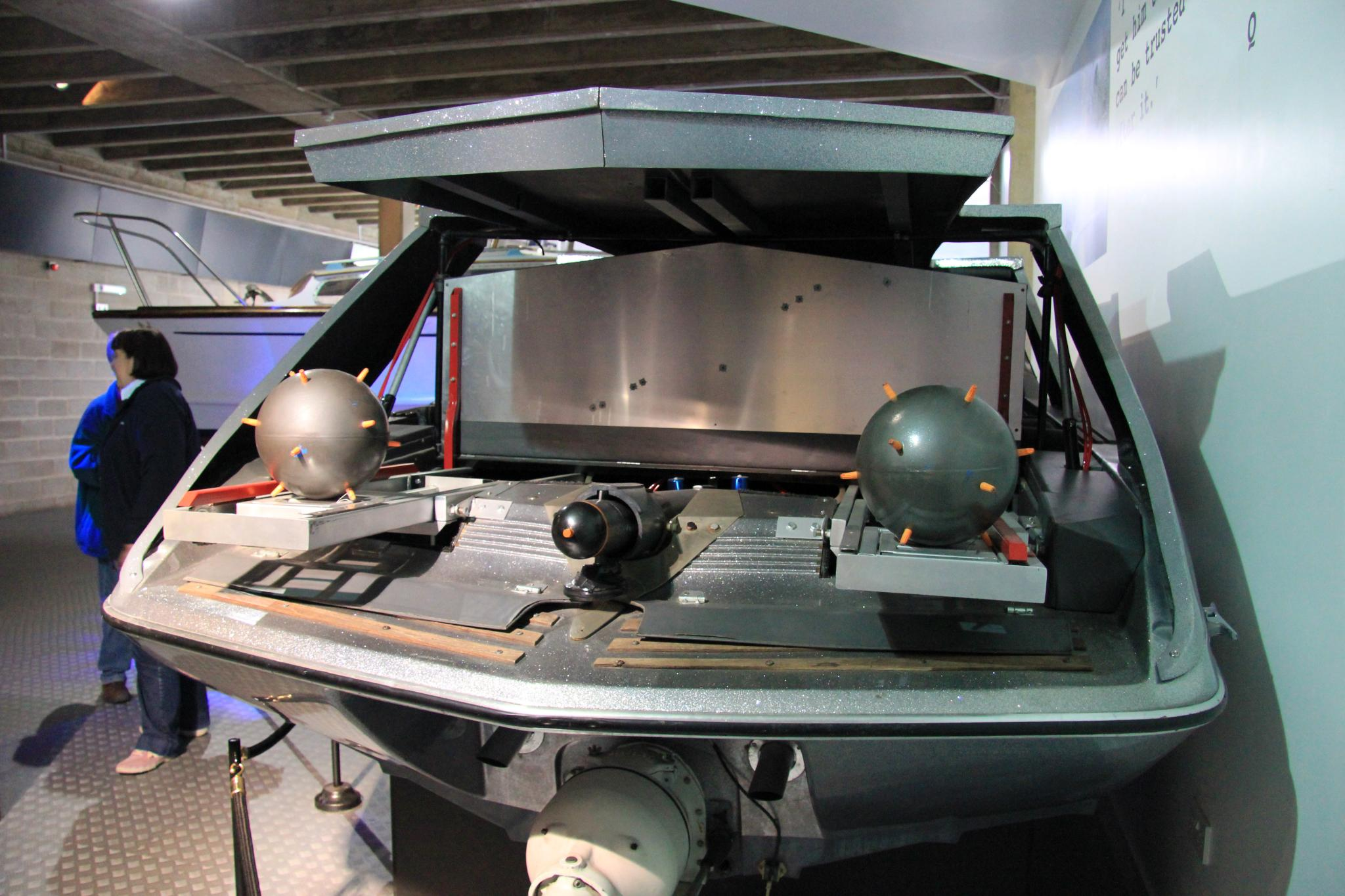
Łódź Bonda, z której korzysta w Brazylii.

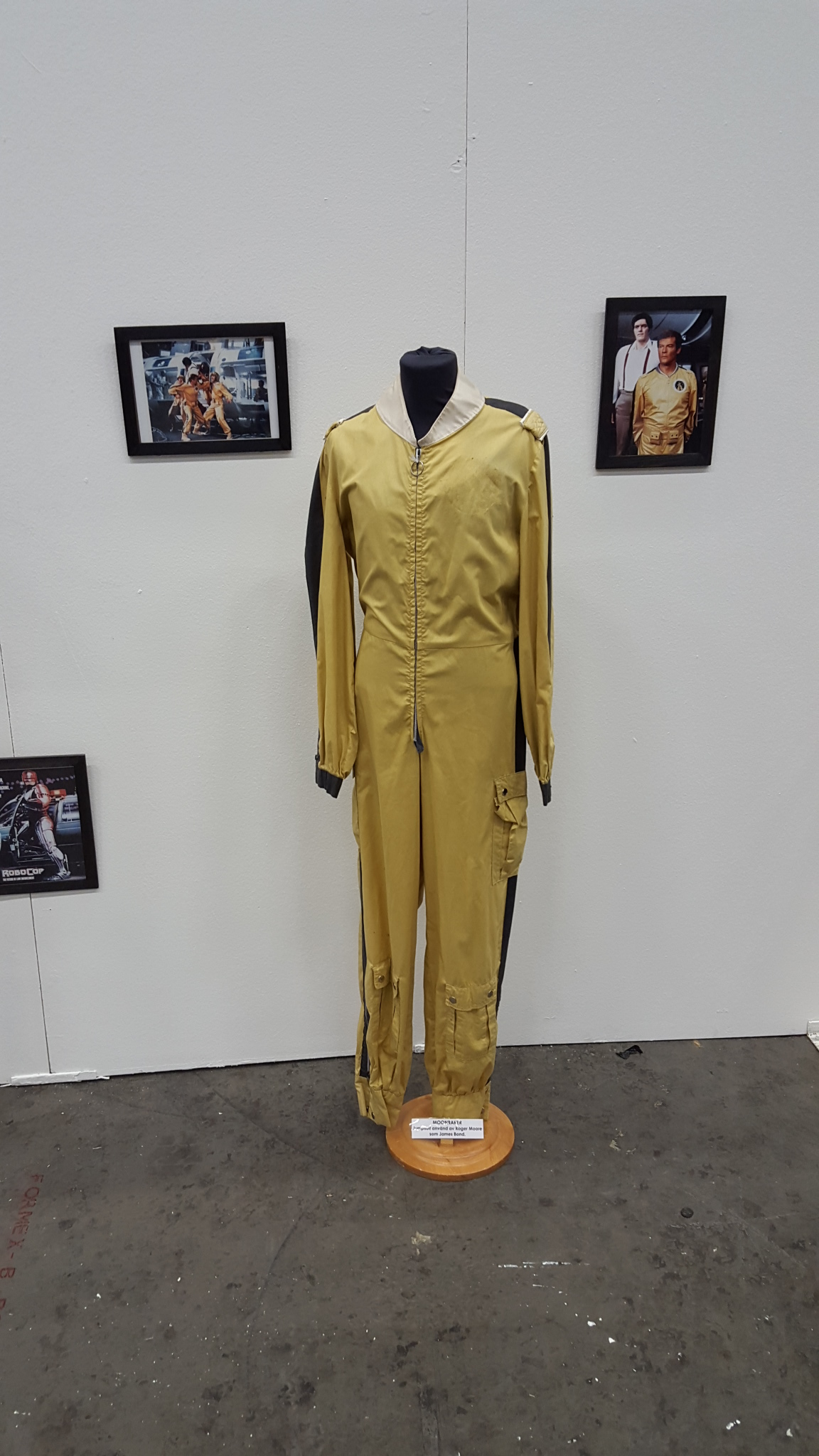
Kosmiczny kombinezon Bonda.

W napisach końcowych filmu Szpieg, który mnie kochał, pojawia się zapowiedź Tylko dla twoich oczu. Jednak po wielkim sukcesie „Gwiezdnych Wojen”, producenci "bondów", postanowili pójść z duchem trendu. Zdecydowano się na ekranizację trzeciej powieści Iana  Fleminga pt. Moonraker. Z opowieści Fleminga zaczerpnięto jedynie postać główną, nazwisko Draxa i tytuł, budując na tej kanwie całkiem nową filmową opowieść. Producenci postanowili przenieść prawie całą produkcję do Francji, ze względu na korzystny system podatkowy. Zdecydowano się nakręcić film w wielu różnych miejscach takich jak: Rio de Janeiro w czasie trwania karnawału i wodospady Iguaçu w Brazylii, Wenecję we Włoszech, a także we Francji i Stanach Zjednoczonych. Zdjęcia ruszyły 11 sierpnia 1978 roku w Paryżu w studiu De Bologne. Pierwszymi scenami były te rozgrywające się we wnętrzu rezydencji Draxa. Z Francji ekipa przeniosła się do Wenecji, gdzie nakręcono wiele scen. Początkowo planowano scenę pościgu motocyklowego, jednak później zdecydowano się na gondolę-poduszkowiec i motorówkę. Podczas kręcenia sceny gondola z Rogerem Moore’em wypadła poza plac św. Marka, aktorowi nic się nie stało. Następnie w Kalifornii nakręcono przy udziału skoczków spadochronowych sekwencję początkową filmu oraz plenery. Równolegle trwały zdjęcia w studiach na terenie całej Francji. Na Florydzie sfilmowano fabryki NASA, udające zakłady Draxa. Nakręcono tam też sceny pościgu motorówkami w Amazonii. Następnie ekipa udała się do Rio de Janeiro. Nakręcono tam zdjęcia podczas karnawału, wiele plenerów oraz bójkę Bonda i Buźki na gondolach kolejki linowej. Ekipa zawitała też do Argentyny i Peru, by nakręcić zdjęcia wodospadów, w tym Iguazu. W Gwatemali nakręcono z kolei scenę z piramidą Majów. Na koniec ekipa zawitała do Pinewood, by nakręcić kilka efektów specjalnych. Ostatni klaps na planie padł 27 lutego 1979 roku.

## Obsada
- Roger Moore jako James Bond
- Lois Chiles jako dr Holly Goodhead
- Michael Lonsdale jako Hugo Drax
- Richard Kiel jako Buźka
- Bernard Lee jako M
- Desmond Llewelyn jako Q
- Geoffrey Keen jako Frederick Gray
- Toshirō Suga jako Chang
- Corinne Cléry jako Corinne Dufour
- Nikki van der Zyl jako Corinne Dufour (głos)
- Lois Maxwell jako panna Moneypenny
- Emily Bolton jako Manuela
- Blanche Ravalec jako Dolly
- Irka Bochenko jako Blonde Beauty
- Michael Marshall Colonel Scott
- Leila Shenna jako hostessa
- Chichinou Kaeppler jako signorina Del Mateo
- Jean-Pierre Castaldi jako pilot prywatnego Jeta
- Françoise Gayat jako lady Victoria Devon
- Walter Gotell jako generał Anatol Gogol
- W.C. 'Chunky' Huse jako marynarz na placu Św. Marka
- Catherine Serre jako hrabina Labinsky
- Douglas Lambert jako dyrektor kontroli misji
- Carlos Kurt jako strażnik przy wykrywaczu metali na lotnisku
- Arthur Howard jako Cavendish
- Béatrice Libert jako Mademoiselle Deradier
- Kim Fortune jako oficer RAF
- Christina Hui jako dziewczyna Draxa
- Marc Mazza jako technik w laboratorium
- Lizzie Warville jako dziewczyna z Rosji
- Nicaise Jean Louis jako dziewczyna Draxa
- Patrick Morin jako artysta malarz na placu Św. Marka
- Nicholas Arbez jako chłopiec Draxa
- Marc Smith jako głos w megafonie
- Brian Keith jako kapitan U.S. Shuttle
- Jean Tournier jako malarz na placu Św. Marka
- Guy Di Rigo jako bandyta z ambulansu
- Herma Vos jako astronauta
- Chris Dillinger jako technik Draxa
- Michael G. Wilson jako mężczyzna za zdobioną szybą/technik NASA / mężczyzna na moście
- Claude Carliez jako gondolier
- Georges Beller jako technik Draxa
- Denis Seurat jako oficer Boeinga 747
- Johnny Traber's Troupe jako Żartowniś
- S. Newton Anderson jako Samuel
- Michel Berreur jako pilot łodzi w Wenecji
- Daniel Breton jako walczący mnich/strażnik przestrzennej bazy
- Lewis Gilbert jako mężczyzna na placu Św. Marka
- Rika Hofmann jako modelka
- Victor Tourjansky jako człowiek z butelką
- Albert R. Broccoli jako mężczyzna na placu Świętego Marka
- George Birt jako kapitan Boeinga 747
- Anne Lonnberg jako przewodniczka po muzeum
- Peter Howitt jako menedżer hotelu w Rio de Janeiro